# Рюкиси07
Рюкиси07（яп. 竜騎士07, род. 19 ноября 1973, Тиба, Япония) — японский сценарист, иллюстратор, писатель, автор сценария для манги. Представитель любительского кружка 07th Expansion. Родом из префектуры Тиба (яп. 千葉県).

## Биография
До начала групповой деятельности Рюкиси07 с детства проявлял интерес к играм, аниме и манге, учился в частной школе с уклоном на изобразительное искусство и пробовал рисовать додзинси. Во время учебы в частной школе он пробовал рисовать мангу, сочинять рассказы и т. д., но осознал что «даже если есть любовь, но нет мастерства, профессионалом так просто не стать». Как-то раз знакомый из труппы смотивировал его на написание сценария пьесы Hinamizawa Bus Stop (яп. 雛見沢停留所), которая участвовала в конкурсе, но не заняла призовое место.
После окончания частной школы в Рюкиси07 просыпается мечта стать разработчиком видеоигр, и он пытается найти работу в видеоигровых компаниях, но безуспешно. От нечего делать он пытается работать в отделе розничной торговли, занимающимся перепродажей классических костюмов, но уже через несколько месяцев проходит специальный экзамен и становится госслужащим. Работая в одном из правительственных учреждений Токио около 10 лет, Рюкиси07 сталкивался с различными проблемами граждан. Впоследствии он тщательно переработал полученный опыт в своих произведений. 

## Творчество

#### Когда плачут Цикады
Рюкиси07 создает кружок 07th Expansion и начинает работать над Leaf Fight — оригинальной карточной игрой. После этого его брат под псевдонимом Ятадзакура учится скриптингу, и вместе с ещё одним младшим братом под псевдонимом Дзика он начинает работать над первой главой Higurashi no Naku Koro ni, являющейся переосмыслением Hinamizawa Bus Stop. Поскольку Рюкиси07 уже имел опыт в рисовании иллюстраций при работе с карточной игрой Leaf Fight, работу художника он взял на себя. Причиной этому стало то, что еще до «Цикад» он пробовал работать над другой Sound Novel, но из-за того, что он уклонился от должности художника, работа не дошла даже до стадии планирования.
Примерно до выпуска четвёртой главы работу практически не замечали, но после того, как на официальном сайте бесплатно опубликовали первую главу в качестве ознакомления, о ней стали говорить в интернете. После этого Рюкиси07 публикует роман в журнале Faust, который принадлежит лейблу Kodansha, а затем бросает свою работу госслужащего и становится свободным писателем.
После начала выпуска первых глав Higurashi no Naku Koro Ni Kai внезапно наступил период бурной популярности: у людей сильно повысились ожидания, на Comic Market кружок с задворок перебрался в первые ряды, а диски сметались, едва продажи успевали начаться. Из-за этого все члены кружка испытывали сильное давление.

#### Когда плачут Чайки
Первая глава второй полноценной работы кружка 07th Expansion — Umineko no Naku Koro ni (яп.うみねこのなく頃に), увидела свет на 72-м Комикете летом 2007 года. Как и в случае с Higurashi no Naku Koro Ni, работа делилась на две части по четыре главы, а последняя глава была выпущена в 2010 году на 79-м Комикете зимой.

#### Период после новеллы «Когда плачут Чайки»
Взяв за основу свою работу, выпускающуюся в Dragon Magazine (яп.ドラゴンマガジン), Рюкиси07 выпустил «В ночь, когда цветёт Ликорис» (яп. 彼岸花の咲く夜に) на 80 и 81 Комикетах в 2011 году. С 2012 по 2014 год на 82-85 Комикетах выпускалась «Дни Роз и Пистолетов» (яп. ローズガンズデイズ) en:Rose Guns Days. На 86-м Комикете летом была выпущена компиляция  (яп. ひぐらしのなく頃に 奉).

## Иллюстрации
Стиль иллюстраций Рюкиси07 характеризуется дизайнами с деформированной головой и небрежно нарисованными кистями. Однако он рисует и реалистичные дизайны, к примеру, когда его просят сделать дизайн для косплеерской одежды. Начиная с Umineko no Naku Koro ni, стиль Рюкиси07 стал более стандартным, и, судя по его словам, он считает, что это ближе к его изначальному стилю.

## Личность
— Псевдоним «Рюкиси07» сложился под влиянием от серии Final Fantasy. Рюкиси («Рыцарь-дракон») — профессия в мире Final Fantasy, а 07 отсылает к персонажу Ленны из Final Fantasy V (точно так же Рэна из Higurashi no Naku Koro ni является отсылкой к этому персонажу).
— Рюкиси07 участвовал в программе NHK «Nippon no Genba» от 27.12.2005. Темой программы было то, как он создает любительские визуальные новеллы всей семьей, однако про BT — ещё одного члена кружка, не было сказано вообще ничего, о чём Рюкиси07 сам выразил сожаление в своем блоге.
— Рюкиси07 большой фанат серии Touhou Project.
— Также известно о участии Рюкиси07 в разработке сценария для визуальной новеллы "Rewrite"
— В 100-страничном интервью журналу Faust он признаётся, что, если бы не было работ Киноко Насу, то он бы не смог стать тем, кем он является сейчас. Он хвалит Corpse Party, ознаменовавшую для Рюкиси07 новое поколение сцены любительских игр, а также визуальную новеллу для взрослых «Страна Колес, Девочка-Подсолнух» (яп. 車輪の国、向日葵の少女), выпущенную в 2005 году. По его словам, он смог передать полученную от Киноко Насу эстафету другим любительским разработчикам, и если бы не было Насу, не было бы и всех тех работ, которые, в свою очередь, вдохновлялись «Цикадами».
Есть также занимательное интервью журналу APGNation.

## Новеллы, игры и манга
- Higurashi no Naku Koro ni (яп. ひぐらしのなく頃に «Когда плачут цикады»)
- Kaidan to Odorou, Soshite Anata wa Kaidan de Odoru (яп. 怪談と踊ろう、そしてあなたは階段で踊る «Станцуем под страшилки, и ты на лестнице станцуешь»)
- Higurashi_Daybreak (яп. ひぐらしデイブレイク «Цикады: Рассвет»)
- Umineko no Naku Koro ni (яп. うみねこのなく頃に «Когда плачут чайки»)
- Rewrite в команде Key (рут Лючии)
- Ookami Kakushi (яп. おおかみかくし «Унесённые волками»)
- Higanbana no Saku Yoru ni (яп. 彼岸花の咲く夜に «В ночь, когда цветёт Ликорис»)
- Natsu no Kagerō (яп. なつのかげろう «Летняя жара»), 3D-игра в сотрудничестве с Twilight Frontier
- Rose Guns Days (яп. ローズガンズデイズ «Дни Роз и Пистолетов»)
- Iwaihime (яп. 祝姫 «Благословенная принцесса»)
- Hotarubi no Tomoru Koro ni (яп. 螢火の灯る頃に «Когда мерцают светлячки»)
- TRianThology ~Sanmenkyou no Kuni no Alice~ (яп. トライアンソロジー ~三面鏡の国のアリス~ «Алиса из Страны Трехстворчатого Зеркала»)
- Ren'ai Harem Game Shuuryou no Oshirase ga kuru Koro ni (яп. 恋愛ハーレムゲーム終了のお知らせがくる頃に «Когда возвестится о конце любовной гаремной игры»)
- Ciconia no Naku Koro ni (яп. キコニアのなく頃に «Когда плачут аисты»)
- Gensō Rōgoku no Kaleidoscope (яп. 幻想牢獄のカレイドスコープ «Калейдоскоп фантомной тюрьмы»)
- Loopers
- Silent Hill f